# Гербер, Карл фон
Карл Фридрих Вильгельм Гербер, с 1859 фон Гербер (нем. Karl Friedrich Wilhelm Gerber; 1823—1891) — немецкий юрист и педагог, профессор ряда ведущих университетов Германии, министр образования Королевства Саксония.

## Биография
Карл Фридрих Вильгельм Гербер родился 11 апреля 1823 года в городе Эбелебене.
Изучал право под руководством Г. Ф. Пухты, В. Э. Альбрехта и К. А. Вангерова; был профессором в университетах Эрлангена, Тюбингена, Йены и Лейпцига.
В 1857—1861 гг. в качестве вюртембергского депутата деятельно участвовал в Гамбургской и Нюрнбергской конференции по кодификации торгового и морского права; позже был министром исповеданий и народного просвещения в Саксонии, соединяя с этой должностью управление делами генеральной королевской дирекции научных и художественных коллекций.
Карл фон Гербер умер 23 декабря 1891 года в городе Дрездене.

## Научные труды
Ему принадлежат всего три небольших по объему книги: «Das wissenschaftliche Princip des gemeinen deutschen Privatrechts» (Иена, 1846), «System des deutschen Privatrechts» (1 изд. 1848, 16-е 1891 г.) и «Grundzüge eines Systems des deutschen Staatsrechts» (Лейпциг, 1865); но научное значение их очень велико.
Выступив в первой из названных книг с доказательством необходимости создать дельную научную систему национального германского права путём извлечения из его истории основных его принципов и объединения при их посредстве отдельных, как общих, так и партикулярных норм, представлявших до тех пор простой агрегат постановлений.
Во второй книге дает образец такой системы, выполненный с огромным талантом. Хотя «System des d. PR» представляет собой, в сущности, примирение современного германского права с римским на почве общих, теоретических юридических понятий и является в действительности той же римской системой, но заслуга её в том и состоит, что она показала — вопреки собственному мнению Гербера, являвшемуся в первом сочинении строгим в этом отношении последователем исторической школы и Эйхгорна в особенности, — что исторические и национальные принципы далеко не единственная основа права и что потребности времени сближают свои нормы с заимствованными и способствуют усвоению последних. В изложении Гербера действительные национальные особенности германского права отнесены целиком или к историческим, готовым отжить своё время фактам, или к влиянию сословных и политических причин, также объясняемых исторически, а общие с римскими признаны исконной принадлежностью и немецкого права. За устранением последней ошибки, которым мы обязаны более поздним германистам, нашедшими иную, более вероятную форму для сближения римского и германского права, — точка зрения Гербера, верно выразив современное отношение между собой двух составных элементов действующего германского права, много содействовала сближению двух враждебных лагерей романистов и германистов и успехам кодификации права в Саксонии, а затем и во всей Германии (в новом проекте общегерманского уложения).
Книга Гербера имела огромный успех и долгое время являлясь наиболее популярным руководством при изучении германского права как среди немецких, так и среди русских юристов, и хотя она уже значительно устарела представляет интерес и по сей день. Труд Гербера по государственному праву ценится специалистами как попытка чисто юридической конструкции начал этого права вместо общепринятого освещения его с точки зрения принципов политики и философии — попытка, важная как по идее, так и по исполнению.
Статьи и речи Гербера были изданы в 1878 году (2 изд. Иена) под заглавием «Gesammelte juristische Abhandlungen». Герберу вместе с Рудольфом фон Иерингом принадлежит также честь основания известного юридического журнала «Jahrbücher für Dogmatik des heutigen römischen und deutschen Privatrechts», преследующего цели сближения римского и германского права в духе идей Гербера, разделявшихся и Иерингом.